# Nightwish/Diskografie
Diese Diskografie ist eine Übersicht über die musikalischen Werke der finnischen Symphonic-Metal-Band Nightwish. Den Quellenangaben zufolge hat sie bisher mehr als acht Millionen Tonträger verkauft. Ihre erfolgreichste Veröffentlichung ist das fünfte Studioalbum Once mit über 2,3 Millionen verkauften Einheiten.

## Alben

### Studioalben
| Jahr | Titel Musiklabel                                 | Höchstplatzierung, Gesamtwochen, AuszeichnungChartplatzierungen (Jahr, Titel, Musiklabel, Platzierungen, Wochen, Auszeichnungen, Anmerkungen) | Höchstplatzierung, Gesamtwochen, AuszeichnungChartplatzierungen (Jahr, Titel, Musiklabel, Platzierungen, Wochen, Auszeichnungen, Anmerkungen) | Höchstplatzierung, Gesamtwochen, AuszeichnungChartplatzierungen (Jahr, Titel, Musiklabel, Platzierungen, Wochen, Auszeichnungen, Anmerkungen) | Höchstplatzierung, Gesamtwochen, AuszeichnungChartplatzierungen (Jahr, Titel, Musiklabel, Platzierungen, Wochen, Auszeichnungen, Anmerkungen) | Höchstplatzierung, Gesamtwochen, AuszeichnungChartplatzierungen (Jahr, Titel, Musiklabel, Platzierungen, Wochen, Auszeichnungen, Anmerkungen) | Höchstplatzierung, Gesamtwochen, AuszeichnungChartplatzierungen (Jahr, Titel, Musiklabel, Platzierungen, Wochen, Auszeichnungen, Anmerkungen) | Anmerkungen                                                    |
| Jahr | Titel Musiklabel                                 | DE | AT | CH | UK | US | FI | Anmerkungen                                                    |
| ---- | ------------------------------------------------ | --- | --- | --- | --- | --- | --- | -------------------------------------------------------------- |
| 1997 | Angels Fall First Spinefarm Records (Indigo)     | — | — | — | — | — | FI5 Gold · (6 Wo.)FI | Erstveröffentlichung: 1. November 1997 Verkäufe: + 36.526      |
| 1998 | Oceanborn Drakkar Entertainment (Sony BMG)       | DE74 (3 Wo.)DE | — | — | — | — | FI2 Platin · (36 Wo.)FI | Erstveröffentlichung: 7. Dezember 1998 Verkäufe: + 800.000     |
| 2000 | Wishmaster Drakkar Entertainment (Sony BMG)      | DE21 Gold · (5 Wo.)DE | — | — | — | — | FI1 Platin · (17 Wo.)FI | Erstveröffentlichung: 18. Juli 2000 Verkäufe: + 229.447        |
| 2002 | Century Child Drakkar Entertainment (Sony BMG)   | DE5 Gold · (14 Wo.)DE | AT15 (10 Wo.)AT | CH50 (7 Wo.)CH | — | — | FI1 ×2Doppelplatin · (21 Wo.)FI | Erstveröffentlichung: 24. Juni 2002 Verkäufe: + 236.072        |
| 2004 | Once Nuclear Blast (WMG)                         | DE1 ×3Dreifachgold · (41 Wo.)DE | AT4 Gold · (16 Wo.)AT | CH4 Gold · (33 Wo.)CH | UK— SilberUK | — | FI1 ×2Doppelplatin · (50 Wo.)FI | Erstveröffentlichung: 6. Juni 2004 Verkäufe: + 2.300.000       |
| 2007 | Dark Passion Play Nuclear Blast (WMG)            | DE1 Platin · (39 Wo.)DE | AT5 Gold · (15 Wo.)AT | CH1 Gold · (28 Wo.)CH | UK25 Silber · (3 Wo.)UK | US84 (3 Wo.)US | FI1 ×2Doppelplatin · (30 Wo.)FI | Erstveröffentlichung: 28. September 2007 Verkäufe: + 2.000.000 |
| 2011 | Imaginaerum Nuclear Blast (WMG)                  | DE6 Gold · (22 Wo.)DE | AT9 (9 Wo.)AT | CH3 Gold · (22 Wo.)CH | UK69 (1 Wo.)UK | US27 (3 Wo.)US | FI1 ×2Doppelplatin · (41 Wo.)FI | Erstveröffentlichung: 2. Dezember 2011 Verkäufe: + 900.000     |
| 2015 | Endless Forms Most Beautiful Nuclear Blast (WMG) | DE2 (30 Wo.)DE | AT4 (9 Wo.)AT | CH2 Gold · (30 Wo.)CH | UK12 (3 Wo.)UK | US34 (2 Wo.)US | FI1 ×2Doppelplatin · (26 Wo.)FI | Erstveröffentlichung: 27. März 2015 Verkäufe: + 53.742         |
| 2020 | Human. :II: Nature. Nuclear Blast (WMG)          | DE1 (17 Wo.)DE | AT2 (7 Wo.)AT | CH2 (23 Wo.)CH | UK28 (3 Wo.)UK | US110 (1 Wo.)US | FI1 (20 Wo.)FI | Erstveröffentlichung: 10. April 2020 Verkäufe: + 7.200         |
| 2024 | Yesterwynde Nuclear Blast (WMG)                  | DE2 (5 Wo.)DE | AT2 (4 Wo.)AT | CH2 (5 Wo.)CH | UK20 (1 Wo.)UK | — | FI1 (11 Wo.)FI | Erstveröffentlichung: 20. September 2024                       |

### Livealben
| Jahr | Titel Musiklabel                                                    | Höchstplatzierung, Gesamtwochen, AuszeichnungChartplatzierungen (Jahr, Titel, Musiklabel, Platzierungen, Wochen, Auszeichnungen, Anmerkungen) | Höchstplatzierung, Gesamtwochen, AuszeichnungChartplatzierungen (Jahr, Titel, Musiklabel, Platzierungen, Wochen, Auszeichnungen, Anmerkungen) | Höchstplatzierung, Gesamtwochen, AuszeichnungChartplatzierungen (Jahr, Titel, Musiklabel, Platzierungen, Wochen, Auszeichnungen, Anmerkungen) | Höchstplatzierung, Gesamtwochen, AuszeichnungChartplatzierungen (Jahr, Titel, Musiklabel, Platzierungen, Wochen, Auszeichnungen, Anmerkungen) | Höchstplatzierung, Gesamtwochen, AuszeichnungChartplatzierungen (Jahr, Titel, Musiklabel, Platzierungen, Wochen, Auszeichnungen, Anmerkungen) | Höchstplatzierung, Gesamtwochen, AuszeichnungChartplatzierungen (Jahr, Titel, Musiklabel, Platzierungen, Wochen, Auszeichnungen, Anmerkungen) | Anmerkungen                                             |
| Jahr | Titel Musiklabel                                                    | DE | AT | CH | UK | US | FI | Anmerkungen                                             |
| ---- | ------------------------------------------------------------------- | --- | --- | --- | --- | --- | --- | ------------------------------------------------------- |
| 2001 | From Wishes to Eternity Drakkar Entertainment (Sony BMG)            | DE— GoldDE | — | — | — | — | FI7 Gold · (7 Wo.)FI | Erstveröffentlichung: 12. März 2001 Verkäufe: + 129.725 |
| 2006 | End of an Era Nuclear Blast (WMG)                                   | DE3 (16 Wo.)DE | AT41 (4 Wo.)AT | CH18 (12 Wo.)CH | — | — | FI6 Gold · (11 Wo.)FI | Erstveröffentlichung: 31. Mai 2006 Verkäufe: + 27.457   |
| 2009 | Made in Hong Kong (And in Various Other Places) Nuclear Blast (WMG) | DE15 (5 Wo.)DE | AT26 (3 Wo.)AT | CH38 (6 Wo.)CH | — | — | FI2 (7 Wo.)FI | Erstveröffentlichung: 13. März 2009                     |
| 2013 | Showtime, Storytime Nuclear Blast (WMG)                             | DE6 (9 Wo.)DE | — | CH52 (1 Wo.)CH | — | — | FI23 (7 Wo.)FI | Erstveröffentlichung: 29. November 2013                 |
| 2016 | Vehicle of Spirit Nuclear Blast (WMG)                               | DE14 (4 Wo.)DE | — | — | — | — | — | Erstveröffentlichung: 16. Dezember 2016                 |
| 2019 | Decades – Live in Buenos Aires Nuclear Blast (WMG)                  | DE*DE | — | — | UK94 (1 Wo.)UK | — | FI1 (3 Wo.)FI | Erstveröffentlichung: 6. Dezember 2019 *siehe Decades   |

### Kompilationen
| Jahr | Titel Musiklabel                                                      | Höchstplatzierung, Gesamtwochen, AuszeichnungChartplatzierungen (Jahr, Titel, Musiklabel, Platzierungen, Wochen, Auszeichnungen, Anmerkungen) | Höchstplatzierung, Gesamtwochen, AuszeichnungChartplatzierungen (Jahr, Titel, Musiklabel, Platzierungen, Wochen, Auszeichnungen, Anmerkungen) | Höchstplatzierung, Gesamtwochen, AuszeichnungChartplatzierungen (Jahr, Titel, Musiklabel, Platzierungen, Wochen, Auszeichnungen, Anmerkungen) | Höchstplatzierung, Gesamtwochen, AuszeichnungChartplatzierungen (Jahr, Titel, Musiklabel, Platzierungen, Wochen, Auszeichnungen, Anmerkungen) | Höchstplatzierung, Gesamtwochen, AuszeichnungChartplatzierungen (Jahr, Titel, Musiklabel, Platzierungen, Wochen, Auszeichnungen, Anmerkungen) | Höchstplatzierung, Gesamtwochen, AuszeichnungChartplatzierungen (Jahr, Titel, Musiklabel, Platzierungen, Wochen, Auszeichnungen, Anmerkungen) | Anmerkungen                                                  |
| Jahr | Titel Musiklabel                                                      | DE | AT | CH | UK | US | FI | Anmerkungen                                                  |
| ---- | --------------------------------------------------------------------- | --- | --- | --- | --- | --- | --- | ------------------------------------------------------------ |
| 2004 | Tales from the Elvenpath Drakkar Entertainment (Sony BMG)             | DE7 Gold · (13 Wo.)DE | AT19 (7 Wo.)AT | CH22 (21 Wo.)CH | — | — | — | Erstveröffentlichung: 18. Oktober 2004 Verkäufe: + 100.000   |
| 2005 | Highest Hopes Spinefarm Records (UMG)                                 | DE17 Platin · (15 Wo.)DE | AT13 (10 Wo.)AT | CH10 (21 Wo.)CH | — | — | FI1 ×2Doppelplatin · (28 Wo.)FI | Erstveröffentlichung: 23. September 2005 Verkäufe: + 303.950 |
| 2011 | Walking in the Air: The Greatest Ballads Drakkar Entertainment (Sony) | DE32 (4 Wo.)DE | AT65 (3 Wo.)AT | CH35 (5 Wo.)CH | — | — | FI45 (1 Wo.)FI | Erstveröffentlichung: 27. Mai 2011                           |
| 2018 | Decades Nuclear Blast (WMG)                                           | DE5 (13 Wo.)DE | AT19 (2 Wo.)AT | CH7 (28 Wo.)CH | UK62 (1 Wo.)UK | US119 (1 Wo.)US | FI1 (4 Wo.)FI | Erstveröffentlichung: 9. März 2018                           |

### EPs
| Jahr | Titel Musiklabel                                                                 | Höchstplatzierung, Gesamtwochen, AuszeichnungChartplatzierungen (Jahr, Titel, Musiklabel, Platzierungen, Wochen, Auszeichnungen, Anmerkungen) | Höchstplatzierung, Gesamtwochen, AuszeichnungChartplatzierungen (Jahr, Titel, Musiklabel, Platzierungen, Wochen, Auszeichnungen, Anmerkungen) | Höchstplatzierung, Gesamtwochen, AuszeichnungChartplatzierungen (Jahr, Titel, Musiklabel, Platzierungen, Wochen, Auszeichnungen, Anmerkungen) | Höchstplatzierung, Gesamtwochen, AuszeichnungChartplatzierungen (Jahr, Titel, Musiklabel, Platzierungen, Wochen, Auszeichnungen, Anmerkungen) | Höchstplatzierung, Gesamtwochen, AuszeichnungChartplatzierungen (Jahr, Titel, Musiklabel, Platzierungen, Wochen, Auszeichnungen, Anmerkungen) | Höchstplatzierung, Gesamtwochen, AuszeichnungChartplatzierungen (Jahr, Titel, Musiklabel, Platzierungen, Wochen, Auszeichnungen, Anmerkungen) | Anmerkungen                                           |
| Jahr | Titel Musiklabel                                                                 | DE | AT | CH | UK | US | FI | Anmerkungen                                           |
| ---- | -------------------------------------------------------------------------------- | --- | --- | --- | --- | --- | --- | ----------------------------------------------------- |
| 2001 | Over the Hills and Far Away Drakkar Entertainment • Spinefarm Records (Sony BMG) | DE85 (2 Wo.)DE | AT52 (2 Wo.)AT | CH79 (3 Wo.)CH | — | — | FI1 ×2Doppelplatin · (49 Wo.)FI | Erstveröffentlichung: 4. Juni 2001 Verkäufe: + 36.518 |
| 2016 | Vehicle of Spirit – Live EP Nuclear Blast (WMG)                                  | — | — | — | — | — | — | Erstveröffentlichung: 9. Dezember 2016                |

### Soundtracks
| Jahr | Titel Musiklabel                            | Höchstplatzierung, Gesamtwochen, AuszeichnungChartplatzierungen (Jahr, Titel, Musiklabel, Platzierungen, Wochen, Auszeichnungen, Anmerkungen) | Höchstplatzierung, Gesamtwochen, AuszeichnungChartplatzierungen (Jahr, Titel, Musiklabel, Platzierungen, Wochen, Auszeichnungen, Anmerkungen) | Höchstplatzierung, Gesamtwochen, AuszeichnungChartplatzierungen (Jahr, Titel, Musiklabel, Platzierungen, Wochen, Auszeichnungen, Anmerkungen) | Höchstplatzierung, Gesamtwochen, AuszeichnungChartplatzierungen (Jahr, Titel, Musiklabel, Platzierungen, Wochen, Auszeichnungen, Anmerkungen) | Höchstplatzierung, Gesamtwochen, AuszeichnungChartplatzierungen (Jahr, Titel, Musiklabel, Platzierungen, Wochen, Auszeichnungen, Anmerkungen) | Höchstplatzierung, Gesamtwochen, AuszeichnungChartplatzierungen (Jahr, Titel, Musiklabel, Platzierungen, Wochen, Auszeichnungen, Anmerkungen) | Anmerkungen                            |
| Jahr | Titel Musiklabel                            | DE | AT | CH | UK | US | FI | Anmerkungen                            |
| ---- | ------------------------------------------- | --- | --- | --- | --- | --- | --- | -------------------------------------- |
| 2012 | Imaginaerum – The Score Nuclear Blast (WMG) | — | — | — | — | — | FI12 (1 Wo.)FI | Erstveröffentlichung: 9. November 2012 |

## Singles
| Jahr | Titel Album                                               | Höchstplatzierung, Gesamtwochen, AuszeichnungChartplatzierungen (Jahr, Titel, Album, Platzierungen, Wochen, Auszeichnungen, Anmerkungen) | Höchstplatzierung, Gesamtwochen, AuszeichnungChartplatzierungen (Jahr, Titel, Album, Platzierungen, Wochen, Auszeichnungen, Anmerkungen) | Höchstplatzierung, Gesamtwochen, AuszeichnungChartplatzierungen (Jahr, Titel, Album, Platzierungen, Wochen, Auszeichnungen, Anmerkungen) | Höchstplatzierung, Gesamtwochen, AuszeichnungChartplatzierungen (Jahr, Titel, Album, Platzierungen, Wochen, Auszeichnungen, Anmerkungen) | Höchstplatzierung, Gesamtwochen, AuszeichnungChartplatzierungen (Jahr, Titel, Album, Platzierungen, Wochen, Auszeichnungen, Anmerkungen) | Höchstplatzierung, Gesamtwochen, AuszeichnungChartplatzierungen (Jahr, Titel, Album, Platzierungen, Wochen, Auszeichnungen, Anmerkungen) | Anmerkungen | [↑]: gemeinsam behandelt mit vorhergehendem Eintrag; [←]: in beiden Charts platziert |
| Jahr | Titel Album                                               | DE | AT | CH | UK | US | FI | Anmerkungen |                                                                                      |
| ---- | --------------------------------------------------------- | --- | --- | --- | --- | --- | --- | --- | ------------------------------------------------------------------------------------ |
| 1997 | The Carpenter Angels Fall First                           | — | — | — | — | — | FI3 (19 Wo.)FI | Erstveröffentlichung: 30. September 1997 Verkäufe: 4.000 (limitiert) Split-Single mit Children of Bodom & Thy Serpent        |                                                                                      |
| 1998 | Sacrament of Wilderness Oceanborn                         | — | — | — | — | — | FI1 Gold · (20 Wo.)FI | Erstveröffentlichung: 25. November 1998 Verkäufe: + 7.616; Split-Single mit Darkwoods My Betrothed & Eternal Tears of Sorrow |                                                                                      |
| 1999 | Walking in the Air Oceanborn                              | — | — | — | — | — | FI1 Gold · (18 Wo.)FI | Erstveröffentlichung: 31. Januar 1999 Verkäufe: + 8.168; Original: Peter Auty                                                |                                                                                      |
| 1999 | Sleeping Sun Oceanborn                                    | DE34 (11 Wo.)DE | AT47 (5 Wo.)AT | — | — | — | FI2 Gold · (9 Wo.)FI | Erstveröffentlichung: 2. August 1999                                                                                         |                                                                                      |
| 1999 | Sleeping Sun 2005 Highest Hopes[DE: ↑][AT: ↑]             | DE34 (11 Wo.)DE | AT47 (5 Wo.)AT | — | — | — | FI1 (12 Wo.)FI | Neuauflage: 23. September 2005 Verkäufe: + 6.169                                                                             |                                                                                      |
| 2000 | Deep Silent Complete Wishmaster                           | — | — | — | — | — | FI3 (8 Wo.)FI | Erstveröffentlichung: 31. Juli 2000 Verkäufe: + 6.630                                                                        |                                                                                      |
| 2002 | Ever Dream Century Child                                  | — | — | — | — | — | FI1 Platin · (18 Wo.)FI | Erstveröffentlichung: 3. Mai 2002 Verkäufe: + 11.151                                                                         |                                                                                      |
| 2002 | Bless the Child Century Child                             | DE63 (6 Wo.)DE | — | — | — | — | FI1 Platin · (14 Wo.)FI | Erstveröffentlichung: 22. Juli 2002 Verkäufe: + 11.010                                                                       |                                                                                      |
| 2004 | Nemo Once                                                 | DE6 Gold · (25 Wo.)DE | AT12 (18 Wo.)AT | CH14 (17 Wo.)CH | UK57 (2 Wo.)UK | — | FI1 Platin · (17 Wo.)FI | Erstveröffentlichung: 19. April 2004 Verkäufe: + 163.109                                                                     |                                                                                      |
| 2004 | Wish I Had an Angel Once                                  | DE36 (11 Wo.)DE | AT47 (10 Wo.)AT | CH40 (8 Wo.)CH | UK60 (2 Wo.)UK | — | FI1 Gold · (10 Wo.)FI | Erstveröffentlichung: 20. September 2004 Verkäufe: + 5.460                                                                   |                                                                                      |
| 2004 | Kuolema tekee taiteilijan Once                            | — | — | — | — | — | FI1 (8 Wo.)FI | Erstveröffentlichung: 2. Dezember 2004                                                                                       |                                                                                      |
| 2005 | The Siren Once                                            | DE51 (9 Wo.)DE | — | CH59 (10 Wo.)CH | — | — | FI3 (3 Wo.)FI | Erstveröffentlichung: 25. Juli 2005                                                                                          |                                                                                      |
| 2007 | Eva Dark Passion Play                                     | — | — | — | — | — | FI14 (1 Wo.)FI | Erstveröffentlichung: 30. Mai 2007                                                                                           |                                                                                      |
| 2007 | Amaranth Dark Passion Play                                | DE16 (13 Wo.)DE | AT30 (10 Wo.)AT | CH14 (10 Wo.)CH | — | — | FI1 Platin · (21 Wo.)FI | Erstveröffentlichung: 22. August 2007 Verkäufe: + 12.609                                                                     |                                                                                      |
| 2007 | Erämaan viimeinen Dark Passion Play                       | — | — | — | — | — | FI1 (4 Wo.)FI | Erstveröffentlichung: 5. Dezember 2007 feat. Jonsu                                                                           |                                                                                      |
| 2008 | Bye Bye Beautiful Dark Passion Play                       | DE35 (8 Wo.)DE | — | — | — | — | FI5 (13 Wo.)FI | Erstveröffentlichung: 15. Februar 2008                                                                                       |                                                                                      |
| 2008 | The Islander Dark Passion Play                            | — | — | — | — | — | FI1 (3 Wo.)FI | Erstveröffentlichung: 21. Mai 2008                                                                                           |                                                                                      |
| 2011 | Storytime Imaginaerum                                     | DE39 (2 Wo.)DE | AT57 (1 Wo.)AT | CH31 (1 Wo.)CH | — | — | FI1 (10 Wo.)FI | Erstveröffentlichung: 9. November 2011                                                                                       |                                                                                      |
| 2012 | The Crow, the Owl and the Dove Imaginaerum                | DE52 (1 Wo.)DE | — | — | — | — | FI1 (3 Wo.)FI | Erstveröffentlichung: 29. Februar 2012                                                                                       |                                                                                      |
| 2015 | Élan Endless Forms Most Beautiful                         | DE33 (1 Wo.)DE | AT53 (1 Wo.)AT | CH33 (1 Wo.)CH | — | — | FI3 (2 Wo.)FI | Erstveröffentlichung: 13. Februar 2015                                                                                       |                                                                                      |
| 2015 | Endless Forms Most Beautiful                              | — | — | — | — | — | — | Erstveröffentlichung: 8. Mai 2015                                                                                            |                                                                                      |
| 2015 | Shudder Before the Beautiful Endless Forms Most Beautiful | — | — | — | — | — | — | Erstveröffentlichung: 16. März 2015                                                                                          |                                                                                      |
| 2020 | Noise Human. :II: Nature.                                 | — | — | — | — | — | — | Erstveröffentlichung: 7. Februar 2020                                                                                        |                                                                                      |
| 2020 | Harvest Human. :II: Nature.                               | — | — | — | — | — | — | Erstveröffentlichung: 6. März 2020                                                                                           |                                                                                      |
| 2021 | Music Human. :II: Nature.                                 | — | — | — | — | — | — | Erstveröffentlichung: 27. Mai 2021                                                                                           |                                                                                      |
| 2021 | Dark Chest of Wonders (Remastered) Once (Remastered)      | — | — | — | — | — | — | Erstveröffentlichung: 11. Juni 2021                                                                                          |                                                                                      |
| 2021 | How’s the Heart? Human. :II: Nature.                      | — | — | — | — | — | — | Erstveröffentlichung: 26. November 2021                                                                                      |                                                                                      |
| 2023 | The Phantom of the Opera (Live) –                         | — | — | — | — | — | — | Erstveröffentlichung: 27. Januar 2023 feat. Henk Poort                                                                       |                                                                                      |
| 2024 | Perfume of the Timeless Yesterwynde                       | — | — | — | — | — | — | Erstveröffentlichung: 21. Mai 2024                                                                                           |                                                                                      |
| 2024 | The Day of… Yesterwynde                                   | — | — | — | — | — | — | Erstveröffentlichung: 8. August 2024                                                                                         |                                                                                      |
| 2024 | An Ocean of Strange Islands Yesterwynde                   | — | — | — | — | — | — | Erstveröffentlichung: 10. September 2024                                                                                     |                                                                                      |

## Videoalben und Musikvideos

### Videoalben
| Jahr | Titel Musiklabel                                                    | Höchstplatzierung, Gesamtwochen, AuszeichnungChartplatzierungen (Jahr, Titel, Musiklabel, Platzierungen, Wochen, Auszeichnungen, Anmerkungen) | Höchstplatzierung, Gesamtwochen, AuszeichnungChartplatzierungen (Jahr, Titel, Musiklabel, Platzierungen, Wochen, Auszeichnungen, Anmerkungen) | Höchstplatzierung, Gesamtwochen, AuszeichnungChartplatzierungen (Jahr, Titel, Musiklabel, Platzierungen, Wochen, Auszeichnungen, Anmerkungen) | Höchstplatzierung, Gesamtwochen, AuszeichnungChartplatzierungen (Jahr, Titel, Musiklabel, Platzierungen, Wochen, Auszeichnungen, Anmerkungen) | Höchstplatzierung, Gesamtwochen, AuszeichnungChartplatzierungen (Jahr, Titel, Musiklabel, Platzierungen, Wochen, Auszeichnungen, Anmerkungen) | Höchstplatzierung, Gesamtwochen, AuszeichnungChartplatzierungen (Jahr, Titel, Musiklabel, Platzierungen, Wochen, Auszeichnungen, Anmerkungen) | Anmerkungen                                                             |
| Jahr | Titel Musiklabel                                                    | DE | AT | CH | UK | US | FI | Anmerkungen                                                             |
| ---- | ------------------------------------------------------------------- | --- | --- | --- | --- | --- | --- | ----------------------------------------------------------------------- |
| 2001 | From Wishes to Eternity Drakkar Entertainment (Sony BMG)            | — | — | — | — | — | FI— PlatinFI | Erstveröffentlichung: 21. Mai 2001 Verkäufe: + 12.712                   |
| 2002 | Bless the Child Drakkar Entertainment (Sony BMG)                    | — | — | — | — | — | — | Erstveröffentlichung: 26. Februar 2002                                  |
| 2003 | End of Innocence Drakkar Entertainment (Sony BMG)                   | DE62 Gold · (1 Wo.)DE | — | — | — | — | FI4 Gold · (4 Wo.)FI | Erstveröffentlichung: 6. September 2003 Verkäufe: + 36.041              |
| 2004 | Nemo Nuclear Blast (WMG)                                            | DE*DE | AT*AT | CH*CH | UK*UK | — | FI1 (10 Wo.)FI | Erstveröffentlichung: 19. April 2004 Single-DVD; *siehe Single          |
| 2004 | Wish I Had an Angel Nuclear Blast (WMG)                             | DE*DE | AT*AT | CH*CH | UK*UK | — | FI3 (2 Wo.)FI | Erstveröffentlichung: 20. September 2004 Single-DVD; *siehe Single      |
| 2006 | End of an Era Nuclear Blast (WMG)                                   | DE* ×3DreifachgoldDE | AT2 (9 Wo.)AT | — | UK9 (6 Wo.)UK | — | FI1 Platin · (19 Wo.)FI | Erstveröffentlichung: 2. Juni 2006 Verkäufe: + 94.955; *siehe Livealbum |
| 2009 | Made in Hong Kong (And in Various Other Places) Nuclear Blast (WMG) | DE*DE | AT8 (1 Wo.)AT | CH2 (15 Wo.)CH | — | — | — | Erstveröffentlichung: 16. März 2009 *siehe Livealbum                    |
| 2010 | Once Upon a Nightwish Drakkar Entertainment (Sony)                  | — | — | — | — | — | — | Erstveröffentlichung: 29. Oktober 2010                                  |
| 2013 | Showtime, Storytime Nuclear Blast (WMG)                             | DE*DE | AT9 (1 Wo.)AT | CH3 (6 Wo.)CH | — | — | FI1 (99 Wo.)FI | Erstveröffentlichung: 2. Dezember 2013 *siehe Livealbum                 |
| 2016 | Vehicle of Spirit Nuclear Blast (WMG)                               | DE*DE | AT5 (1 Wo.)AT | CH2 (13 Wo.)CH | UK9 (9 Wo.)UK | — | FI1 (14 Wo.)FI | Erstveröffentlichung: 16. Dezember 2016 *siehe Livealbum                |
| 2019 | Decades – Live in Buenos Aires Nuclear Blast (WMG)                  | DE*DE | — | CH4 (3 Wo.)CH | — | — | FI1 (6 Wo.)FI | Erstveröffentlichung: 6. Dezember 2019 *siehe Decades                   |

### Musikvideos
| Jahr | Titel                         | Regisseur(e)               |
| ---- | ----------------------------- | -------------------------- |
| 1997 | The Carpenter                 | Sami Käykhö                |
| 1998 | Sacrament of Wilderness       |                            |
| 1998 | Sleeping Sun                  | Sami Käykhö                |
| 2000 | The Kinslayer                 | Bill Wishmaster            |
| 2001 | Over the Hills and Far Away   | Pasi Takula                |
| 2002 | Bless the Child               | Pasi Takula                |
| 2002 | End of All Hope               | Pasi Takula                |
| 2004 | Nemo                          | Antti Jokinen              |
| 2004 | Wish I Had an Angel           | Uwe Boll                   |
| 2005 | The Siren                     | Silver Style Entertainment |
| 2005 | Sleeping Sun 2005             | Joern Heitmann             |
| 2007 | While Your Lips Are Still Red | Markku Pölönen             |
| 2007 | Amaranth                      | Antti Jokinen              |
| 2007 | Bye Bye Beautiful             | Antti Jokinen              |
| 2008 | The Islander                  | Stobe Harju                |
| 2011 | Storytime                     | Stobe Harju                |
| 2015 | Élan                          | Ville Lipiäinen            |
| 2020 | Noise                         | Stobe Harju                |
| 2024 | Perfume of the Timeless       | Ville Lipiäinen            |

## Sonderveröffentlichungen

### Alben
| Jahr | Titel Musiklabel                    | Anmerkungen                                                                                   |
| ---- | ----------------------------------- | --------------------------------------------------------------------------------------------- |
| 2018 | Red Passion Box Nuclear Blast (WMG) | Erstveröffentlichung: 29. März 2018 Verkäufe: 499 (limitiert); Teil des Sonic Seducer 04/2018 |

| Jahr | Titel Musiklabel                               | Anmerkungen                                               |
| ---- | ---------------------------------------------- | --------------------------------------------------------- |
| 1997 | Demo Eigenvertrieb                             | Erstveröffentlichung: 1997                                |
| 2012 | Trials of Imaginaerum Roadrunner Records (WMG) | Erstveröffentlichung: 21. April 2012 RSD-Veröffentlichung |

| Jahr | Titel Musiklabel                                           | Anmerkungen                                                                                       |
| ---- | ---------------------------------------------------------- | ------------------------------------------------------------------------------------------------- |
| 2007 | Nuclear Blast Presents Nightwish Bonus Nuclear Blast (WMG) | Erstveröffentlichung: 28. Dezember 2007 Lebel-Veröffentlichung                                    |
| 2008 | Bye Bye Beautiful Nuclear Blast (WMG)                      | Erstveröffentlichung: 15. Februar 2008 Teil von Dark Passion Play – Tour Edition                  |
| 2008 | Famous 5 Drakkar Entertainment (Sony BMG)                  | Erstveröffentlichung: 10. Oktober 2008 Teil der „Famous-5“-Reihe                                  |
| 2010 | Erämaan viimeinen Nuclear Blast (WMG)                      | Erstveröffentlichung: 20. Januar 2010 Beilage im Metal Hammer                                     |
| 2016 | Live at Wembley Nuclear Blast (WMG)                        | Erstveröffentlichung: 29. November 2016 Verkäufe: 499 (limitiert); Teil des Sonic Seducer 12/2016 |

| Jahr | Titel Musiklabel                                                                              | Anmerkungen                                                                |
| ---- | --------------------------------------------------------------------------------------------- | -------------------------------------------------------------------------- |
| 2000 | Wishmastour 2000 Spinefarm Records • 13 Records (Indigo)                                      | Erstveröffentlichung: 12. November 2000 Veröffentlichung nur in Frankreich |
| 2003 | Angels Fall First / Oceanborn Spinefarm Records (Indigo)                                      | Erstveröffentlichung: 1. Dezember 2003 Verkäufe: 2.000 (limitiert)         |
| 2003 | Wishmaster / Over the Hills and Far Away Spinefarm Records (Indigo)                           | Erstveröffentlichung: 1. Dezember 2003 Verkäufe: 2.000 (limitiert)         |
| 2003 | Century Child / Bless the Child Drakkar Entertainment • Spinefarm Records (Sony BMG • Indigo) | Erstveröffentlichung: 1. Dezember 2003 Verkäufe: 2.000 (limitiert)         |

### Lieder
| Jahr | Titel Album                                                                            | Anmerkungen                         |
| ---- | -------------------------------------------------------------------------------------- | ----------------------------------- |
| 2014 | Storytime (Live at Wacken 2013) Live at Wacken 2013 – 24 Years Louder Than Hell        | Erstveröffentlichung: 29. Juli 2014 |
| 2019 | Ghost Love Score (Live at Wacken 2018) Live at Wacken 2018 – 29 Years Louder Than Hell | Erstveröffentlichung: 26. Juli 2019 |

| Jahr | Titel Soundtrack zu                 | Anmerkungen                             |
| ---- | ----------------------------------- | --------------------------------------- |
| 2002 | Over the Hills Menolippu Mombasaan  | Erstveröffentlichung: August 2002       |
| 2004 | Planet Hell Die Nibelungen          | Erstveröffentlichung: 2004              |
| 2018 | Amaranth BloodRayne II: Deliverance | Erstveröffentlichung: 7. September 2018 |

### Videoalben
| Jahr | Titel Musiklabel                                        | Anmerkungen                                                                                  |
| ---- | ------------------------------------------------------- | -------------------------------------------------------------------------------------------- |
| 2005 | Live at M’era Luna Spinefarm Records (UMG)              | Erstveröffentlichung: 26. September 2005 Teil von Highest Hopes (Limited-Edition)            |
| 2008 | Bye Bye Beautiful Nuclear Blast (WMG)                   | Erstveröffentlichung: 15. Februar 2008 Teil von Dark Passion Play – Tour Edition             |
| 2009 | Back in the Day … Is Now Nuclear Blast (WMG)            | Erstveröffentlichung: 13. März 2009 Teil von Made in Hong Kong (And in Various Other Places) |
| 2012 | Making of “Imaginaerum” Documentary Nuclear Blast (WMG) | Erstveröffentlichung: 11. April 2012 Teil von Imaginaerum – Tour Edition                     |
| 2013 | Showtime, Storytime Nuclear Blast (WMG)                 | Erstveröffentlichung: 29. November 2013 CD+DVD; Albumerweiterung                             |
| 2015 | Endless Forms Most Beautiful – DVD Nuclear Blast (WMG)  | Erstveröffentlichung: 30. Oktober 2015 Teil von Endless Forms Most Beautiful – Tour Edition  |
| 2019 | Decades: Live in Buenos Aires Nuclear Blast (WMG)       | Erstveröffentlichung: 6. Dezember 2019 CD+DVD; Albumerweiterung                              |

## Promoveröffentlichungen
| Jahr | Titel Album                            | Anmerkungen                                                                          |
| ---- | -------------------------------------- | ------------------------------------------------------------------------------------ |
| 1999 | Passion and the Opera Oceanborn        | Erstveröffentlichung: 31. Mai 1999                                                   |
| 2000 | Sleepwalker Tales from the Elvenpath   | Erstveröffentlichung: 2000                                                           |
| 2000 | The Kinslayer Wishmaster               | Erstveröffentlichung: 29. Mai 2000                                                   |
| 2015 | Alpenglow Endless Forms Most Beautiful | Erstveröffentlichung: 2. Oktober 2015                                                |
| 2016 | My Walden Endless Forms Most Beautiful | Erstveröffentlichung: 16. April 2016 Verkäufe: 500 (limitiert); RSD-Veröffentlichung |

## Boxsets
| Jahr | Titel Musiklabel                     | Höchstplatzierung, Gesamtwochen, AuszeichnungChartplatzierungen (Jahr, Titel, Musiklabel, Platzierungen, Wochen, Auszeichnungen, Anmerkungen) | Höchstplatzierung, Gesamtwochen, AuszeichnungChartplatzierungen (Jahr, Titel, Musiklabel, Platzierungen, Wochen, Auszeichnungen, Anmerkungen) | Höchstplatzierung, Gesamtwochen, AuszeichnungChartplatzierungen (Jahr, Titel, Musiklabel, Platzierungen, Wochen, Auszeichnungen, Anmerkungen) | Höchstplatzierung, Gesamtwochen, AuszeichnungChartplatzierungen (Jahr, Titel, Musiklabel, Platzierungen, Wochen, Auszeichnungen, Anmerkungen) | Höchstplatzierung, Gesamtwochen, AuszeichnungChartplatzierungen (Jahr, Titel, Musiklabel, Platzierungen, Wochen, Auszeichnungen, Anmerkungen) | Höchstplatzierung, Gesamtwochen, AuszeichnungChartplatzierungen (Jahr, Titel, Musiklabel, Platzierungen, Wochen, Auszeichnungen, Anmerkungen) | Anmerkungen                             |
| Jahr | Titel Musiklabel                     | DE | AT | CH | UK | US | FI | Anmerkungen                             |
| ---- | ------------------------------------ | --- | --- | --- | --- | --- | --- | --------------------------------------- |
| 2002 | 1997–2001 Spinefarm Records (Indigo) | — | — | — | — | — | — | Erstveröffentlichung: 7. Januar 2002    |
| 2009 | Lokikirja Spinefarm Records (Indigo) | — | — | — | — | — | FI21 (6 Wo.)FI | Erstveröffentlichung: 18. November 2009 |

## Statistik

### Chartauswertung
Die folgenden Statistiken bieten eine Übersicht der Charterfolge von Nightwish in den Album, Single- und Musik-DVD-Charts. Zu beachten ist, dass sich Videoalben in Deutschland in den Albumcharts platzieren, die Angaben der restlichen Länder entstammen aus eigenständigen Musik-DVD-Charts.
|                     | DE     | AT     | CH     | UK    | US    | FI     |
| ------------------- | ------ | ------ | ------ | ----- | ----- | ------ |
| Nummer-eins-Alben   | DE3DE  | AT—AT  | CH1CH  | UK—UK | US—US | FI12FI |
| Top-10-Alben        | DE11DE | AT6AT  | CH8CH  | UK—UK | US—US | FI17FI |
| Alben in den Charts | DE19DE | AT14AT | CH15CH | UK7UK | US5US | FI21FI |

|                       | DE     | AT    | CH    | UK    | US    | FI     |
| --------------------- | ------ | ----- | ----- | ----- | ----- | ------ |
| Nummer-eins-Singles   | DE—DE  | AT—AT | CH—CH | UK—UK | US—US | FI13FI |
| Top-10-Singles        | DE1DE  | AT—AT | CH—CH | UK—UK | US—US | FI19FI |
| Singles in den Charts | DE10DE | AT6AT | CH6CH | UK2UK | US—US | FI20FI |

|                          | DE    | AT    | CH    | UK    | US    | FI    |
| ------------------------ | ----- | ----- | ----- | ----- | ----- | ----- |
| Nummer-eins-Videoalben   | DE—DE | AT—AT | CH—CH | UK—UK | US—US | FI5FI |
| Top-10-Videoalben        | DE—DE | AT4AT | CH4CH | UK2UK | US—US | FI7FI |
| Videoalben in den Charts | DE—DE | AT4AT | CH4CH | UK2UK | US—US | FI7FI |

### Auszeichnungen für Musikverkäufe
| Goldene Schallplatte - Griechenland - 2004: für das Album Once - Norwegen - 2004: für das Album Once - Polen - 2007: für das Album Dark Passion Play - 2012: für das Album Imaginaerum - Schweden - 2004: für das Album Once - 2007: für das Album Dark Passion Play |

Anmerkung: Auszeichnungen in Ländern aus den Charttabellen bzw. Chartboxen sind in ebendiesen zu finden.
| Land/RegionAuszeichnungen für Musikverkäufe (Land/Region, Auszeichnungen, Verkäufe, Quellen) | Silber     | Gold       | Platin       | Verkäufe  | Quellen              |
| -------------------------------------------------------------------------------------------- | ---------- | ---------- | ------------ | --------- | -------------------- |
| Deutschland (BVMI)                                                                           | —          | 9× Gold9   | 4× Platin4   | 1.600.000 | musikindustrie.de    |
| Finnland (IFPI)                                                                              | —          | 8× Gold8   | 22× Platin22 | 939.342   | ifpi.fi              |
| Griechenland (IFPI)                                                                          | —          | Gold1      | —            | 10.000    | Einzelnachweise      |
| Norwegen (IFPI)                                                                              | —          | Gold1      | —            | 20.000    | ifpi.no              |
| Österreich (IFPI)                                                                            | —          | 2× Gold2   | —            | 25.000    | ifpi.at              |
| Polen (ZPAV)                                                                                 | —          | 2× Gold2   | —            | 20.000    | olis.pl              |
| Schweden (IFPI)                                                                              | —          | 2× Gold2   | —            | 50.000    | sverigetopplistan.se |
| Schweiz (IFPI)                                                                               | —          | 4× Gold4   | —            | 60.000    | hitparade.ch         |
| Vereinigtes Königreich (BPI)                                                                 | 2× Silber2 | —          | —            | 120.000   | bpi.co.uk            |
| Insgesamt                                                                                    | 2× Silber2 | 29× Gold29 | 26× Platin26 |           |                      |